# Ilarione Rancati

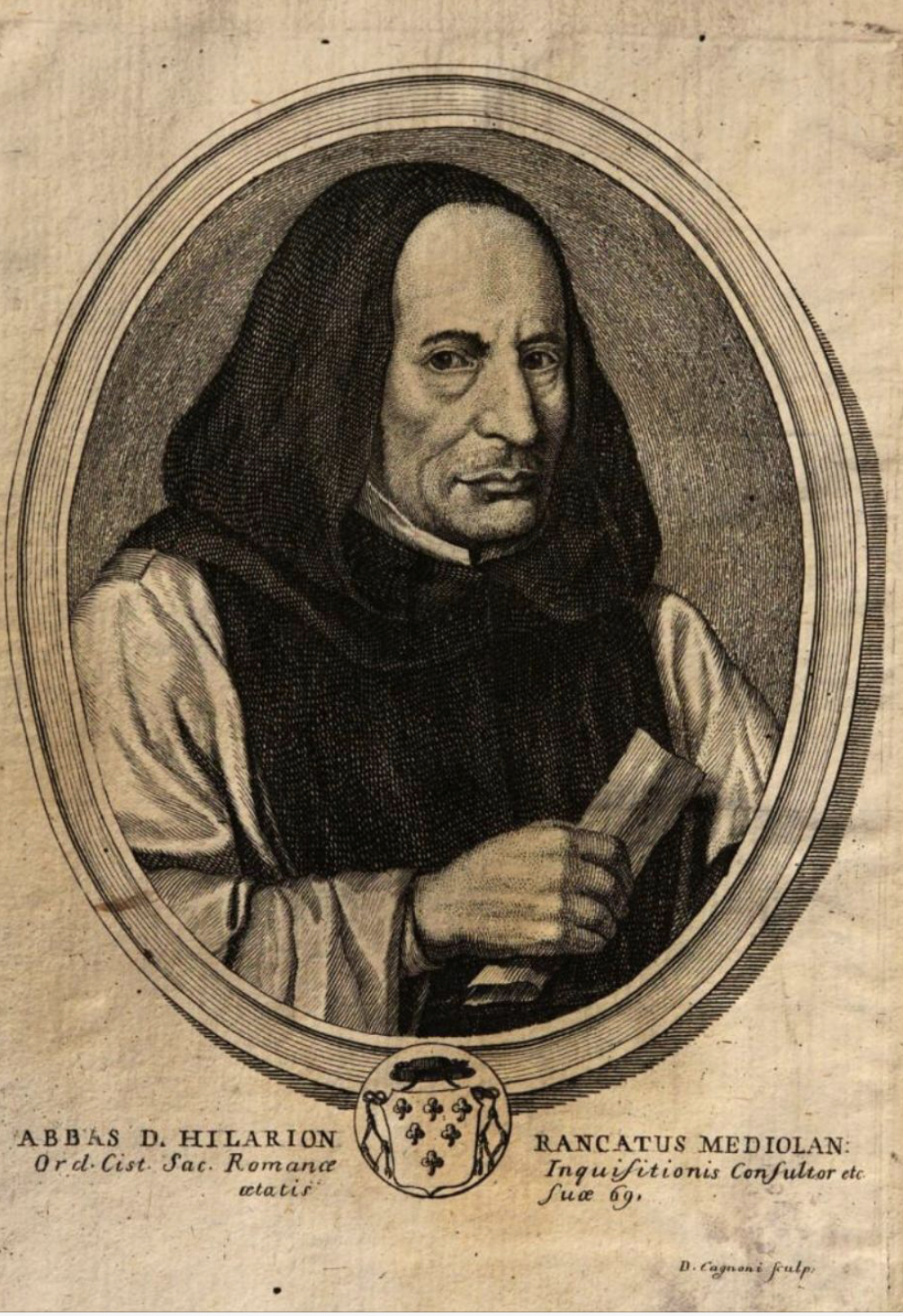
Ilarione Rancati

Ilarione Rancati  (* 2. September 1594 in Mailand; † 17. April 1663 in Rom) war ein italienischer Abt der Zisterzienser, Theologe, Bibliothekar, Gelehrter und Arabist.

## Leben und Werk
Geboren als Bartolomeo, Sohn von Baldassarre und Margherita de’ Bagni, Mitgliedern des kleinen Mailänder Adels. Zisterziensermönch, der von den Persönlichkeiten seiner Zeit wegen seiner umfassenden und tiefgreifenden Kultur, seiner Kenntnis verschiedener Sprachen (Hebräisch, Syrisch, Arabisch, Griechisch usw.), seiner Weisheit und Lehre sehr geschätzt wurde. Er war Autor zahlreicher theologischer, moralischer, kanonischer, liturgischer, asketischer, sonstiger und Briefwerke, alle handgeschrieben und in 37 Bänden gesammelt, die im Kloster S. Ambrogio in Mailand aufbewahrt werden. Als theologischer Berater von fünf Papsttümern war er so würdig, dass ihn einige Stimmen im Konklave, aus dem Alexander VII. hervorging, zum obersten Pontifikat ernannten. und dass dieser sehr freundliche Papst bei der ersten Bekanntgabe seines Todes ausrief: Extincta est lucerna Urbis et Orbis.
Bartolomeo Rancati trat 1608 in das Zisterzienserkloster Chiaravalle Milanese ein und nahm den Ordensnamen Ilarione an (lateinisch: Hilarion, nach Hilarion von Gaza). Er studierte Orientalistik in Mailand (damals spanisch) und in Salamanca (bei Ángel Manrique) und lehrte ab 1619 im Kloster Santa Croce in Gerusalemme, wo er von 1626 bis 1635, sowie von 1641 bis 1645 (und erneut 1659) Abt war und bis zu seinem Tod als Bibliothekar verblieb. Von 1635 bis 1651 war Rancati Generalprokurator des Ordens. 1635 zum Abt von Sant’Ambrogio in Mailand gewählt, musste er ein Jahr später nach Rom zurückkehren, weil Spanien den frankreichdominierten Orden nicht duldete.
Papst Urban VIII. berief Rancati 1624 in die Inquisition, wo er 1628 zum Berater aufstieg und (auch unter Papst Innozenz X.) in der Behandlung des Jansenismus eine Rolle spielte. Papst Alexander VII. Apostolische Konstitution Sollicitudo omnium Ecclesiarum von 1661 zur Lehre von der Unbefleckten Empfängnis Mariens galt als Rancatis Werk. Rancati war beteiligt an der Übersetzung der 1671 in Rom (von Sergius Risius und anderen) publizierten vollständigen arabischen Fassung der Bibel. Er hinterließ seinem Schüler Franco Ferrari zur Pflege und Erweiterung die Biblioteca Sessoriana, die er reich bestückt hatte.